# Нова Михайловка (Нижньоломовський район)
Нова Миха́йловка (рос. Новая Михайловка) — присілок у складі Нижньоломовського району Пензенської області, Росія.
Населення — 43 особи (2010; 68  у 2002).
Національний склад станом на 2002 рік:
- росіяни — 100 %